# Max Kouguère
Max Kouguère (ou Martial Kouguère), né le 12 mars 1987 à Brazzaville, est un joueur centrafricain de basket-ball. Kouguère  joue au poste d'ailier. Il mesure 198 cm.

## Biographie
Kouguère commence le basket-ball à l'âge de douze ans sur des terrains extérieurs, entraîné par son frère aîné Anicet. En République du Congo, il évolue au sein des équipes de ASC Bantou et de l'Inter-Club de Brazzaville. Repéré par un ami de son grand frère (Pierre Dao, Ex Entraîneur de l'équipe de France de basket) , il part en France en 2007 où il intègre l'équipe espoir du BCM Gravelines. Il gagne en décembre 2007 lors du All-Star Game français le titre de meilleur dunkeur en battant en finale le favori et tenant du titre Guy Dupuy.
Lors de sa saison chez les espoirs, il marque en moyenne 19,2 points par rencontre et prend 6,2 rebonds. Il est élu dans le 5 majeur de l'année du championnat espoir Pro A 2008 et reçoit sa distinction lors du weekend du Trophée du Futur 2008, auquel il participe avec l'équipe espoir du BCM Gravelines.
Kouguère signe un contrat professionnel de 3 ans avec le BCM Gravelines en juillet 2008.
Après une saison en Suisse, il obtient en 2011 le statut de JFL (joueur formé localement), et rejoint le club français du Mans pour la 2011-2012.
Il rejoint le club français du Havre pour la 2012-2013.
À l'été 2015, il rejoint Pau-Lacq-Orthez où il retrouve son ancien entraîneur du Havre, Éric Bartecheky.
Sans club depuis son départ de Pau-Lacq-Orthez en fin de saison 2015-2016, il signe le 20 septembre 2016 en faveur des Sharks d'Antibes. Le 1er juin 2017, il prolonge pour deux ans avec les Sharks d'Antibes.
Le 23 septembre 2019, il rejoint le Rouen Métropole Basket en tant que pigiste médical d'Emmanuel Monceau.
En novembre-décembre 2019, Kouguère arrive à Saint-Chamond Basket comme pigiste médical, il revient ensuite en janvier 2020.
Durant le mercato hivernal 2021 il signe pour le reste de la saison avec l'Étoile sportive du Sahel.
En septembre 2021 Kouguère rejoigne le Phoenix Brussels Basketball. Lors de la saison 2021-2022 il dispute 29 rencontres en BNXT League dont sa meilleure lors de la victoire face aux Den Helder Suns en mars 2022 où il inscrit 18 points, 4 rebonds et 4 passes décisives pour une évaluation de 25. Kouguère quitte le club au terme de la saison.

## Clubs
- 2007-2008 :  Basket Club Maritime Gravelines Dunkerque Grand Littoral (Formation)
- 2008-2009 :  Basket Club Maritime Gravelines Dunkerque Grand Littoral (Pro A)
- 2009-2010 :  Olympique d'Antibes (Pro B)
- 2010-2011 :  Lions de Genève (LNA)
- 2011-2012 :  Le Mans Sarthe Basket (Pro A)
- 2012-2013 :  STB Le Havre (Pro A)
- 2013-2014 :  Bàsquet Manresa (Liga ACB)
- 2014-2015 :  Orléans Loiret Basket (Pro A)
- 2015-2016 :  Élan béarnais Pau-Lacq-Orthez (Pro A)
- 2016-2019 :  Olympique Antibes (Pro A)
- 2019-2019 :  Rouen Métropole Basket (Pro B)
- 2021 :  Étoile sportive du Sahel (Ligue 1)